# Brașov
Brașov (pronunciado /braˈʃov/ (escucharⓘ); en húngaro: Brassó; en alemán: Kronstadt) es la capital y ciudad más poblada del distrito de Brașov, Rumanía. Le fue otorgado el título de ciudad-mártir, por la participación de sus ciudadanos en la Revolución rumana de 1989. 
La ciudad también es notable por haber sido la capital regional de los sajones de Transilvania del área administrativa de Burzenland (rumano: Țara Bârsei) en el pasado, y un gran centro comercial en las carreteras comerciales entre el este y el oeste. También es el lugar de nacimiento del himno nacional de Rumanía.
Conforme al censo de 2011, tiene 253 200 habitantes. La estación de invierno Poiana Brașov está a 12 km del centro del municipio, disponiendo de una infraestructura desarrollada para la práctica de los deportes de invierno. La patrona de la ciudad es la Virgen María. Su estatua está encima de uno de los contrafuertes de la Iglesia Negra, que está orientado hacia Casa Sfatului (la Casa del Consejo, antiguo ayuntamiento, hoy en día museo de historia en la plaza central de la ciudad), con el escudo de Brașov esculpido debajo, en relieve.
Brașov se sitúa al Sureste de la región histórica de Transilvania, en el centro del país, a unos 166 kilómetros de la capital nacional Bucarest, en el punto donde la Depresión de Brașov se encuentra con los Montes Cárpatos. 
La ciudad sirve también de sede al festival de música internacional El Ciervo de Oro (Cerbul de Aur), donde cantaron nombres famosos como Tom Jones, Ray Charles, Pink o Christina Aguilera.
El municipio Brașov fue a través de los siglos una de las más importantes, poderosas y florecientes ciudades de su región. Gracias a su posición geográfica y a su infraestructura, permite el desarrollo de muchas actividades económicas y culturales.

## Toponimia
Los actuales apelativos rumanos y húngaros derivan de la palabra eslava, barasu, que significa fortaleza. El nombre alemán, Kronstadt significa "Ciudad Corona" y se refleja en el escudo de la ciudad, así como en la denominación medieval latina de "Corona". Entre 1950 y 1960, la ciudad fue llamada La ciudad de Stalin (en rumano, Orașul Stalin), en honor a Iósif Stalin.

## Historia
Los testimonios arqueológicos indican la presencia de unas grandes culturas neolíticas (Noua, Tei, Schnekenberg) en el territorio del actual municipio. Más tarde, atestiguan la existencia de algunos templos dacios en la zona de "Pietrele lui Solomon" ("Las piedras de Salomón"), de algunos almacenes de alimentos en Piața Sfatului ("Plaza del Consejo"), de unas poblaciones y fortalezas en Dealul Melcilor y en el barrio Valea Cetății. La mayoría fueron deteorioradas o incluso destruidas por las autoridades comunistas, por culpa de su programa de "sistematización".

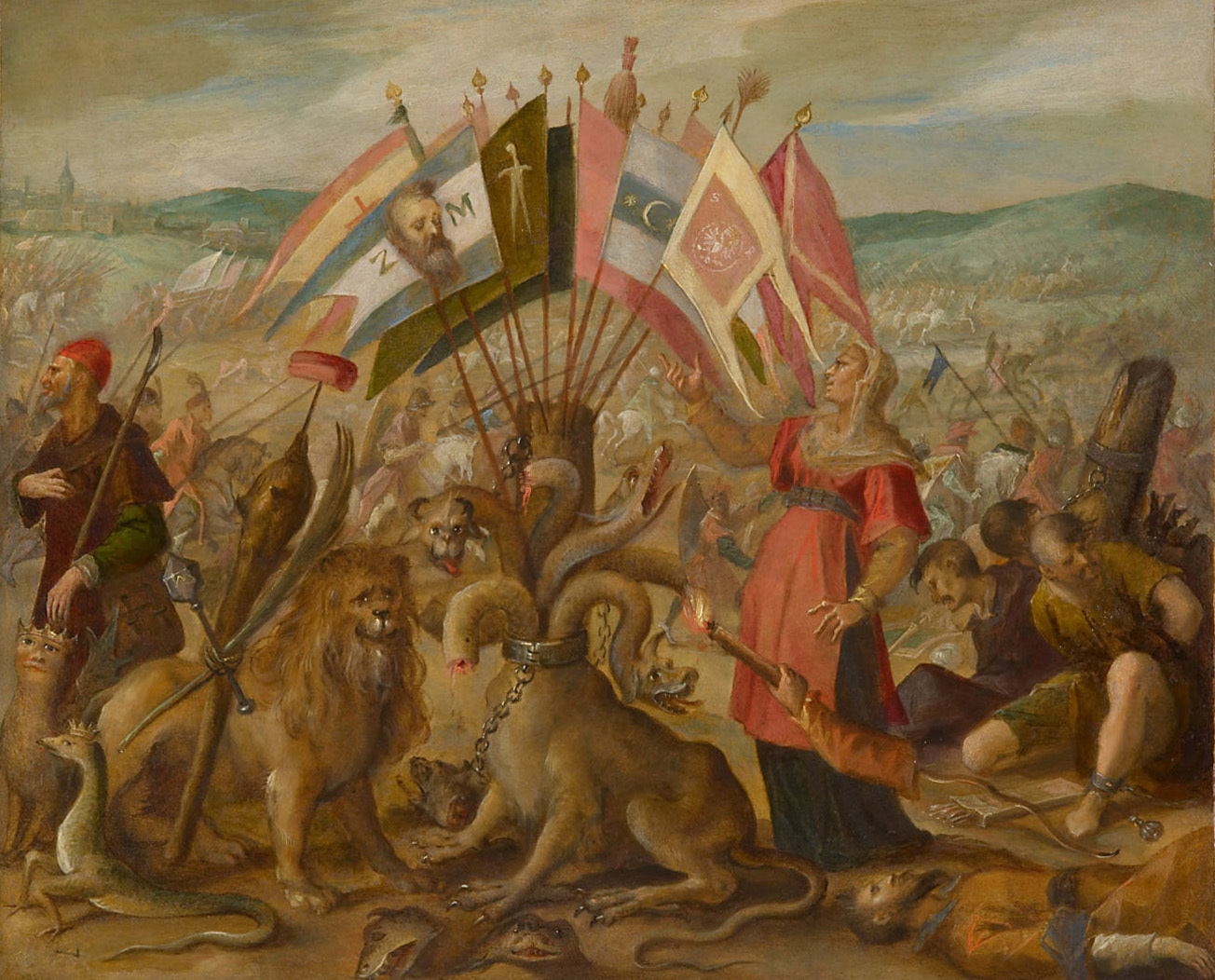
La Batalla de Braşov (Kronstadt) el 17 de julio de 1603, entre Radu Șerban de Valaquia y Moisés Székely.

Hasta el siglo XIII de nuestra era, no hay ningún documento mencionando a Brașov. Sin embargo, es observable la continúa habitación, especialmente en las zonas de Șchei o Bartolomeu. El actual municipio se formó por la unión de varios núcleos : Bartholomä, Martinsberg, Cetatea (Corona), Șchei, Blumăna, Noua, Dârste, Stupini.
La tradición y las crónicas de los calendarios de Brașov consideran a 1203 el año "en el cual empezó la construcción de Brașov". Sin embargo los documentos y las fuentes seguras no confirman ésta fecha. A través de un diploma del rey húngaro Andrés II de Hungría, en 1211 los Caballeros Teutones son asentados en Țara Bârsei. Parece que fortalecieron la fortaleza Brașovia, del monte Tâmpa.
Se construye en Brașov, en 1228, un monasterio de monjas premonstratenses, situado al lado de lo que será la Iglesia Negra, teniendo como patrono a Santa Catharina. En 1234, el investigador Norbert Backmund editó al así llamado "Catalogus Ninivensis", que contiene una lista de todos los monasterios premonstratenses de Hungría y de Transilvania. 1234 corresponde al año en el cual el abate Fredericus conoce "Claustra Sororum «in Hungaria assignata est paternitas» Dyocesis Cumanie Corona".

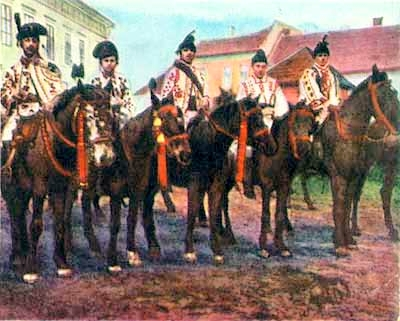
Los "Juni" de Brașov, que participaron también en la Gran Asamblea Nacional para la Unión de Transilvania con Rumanía.

En 1241 tuvo lugar una invasión tártara, y fue conquistada la fortaleza Șprenghi, cuyos comienzos se desconocen (probablemente se construyó sobre el sitio de un antiguo castro romano). Después de la retirada de los tártaros se construyó una puerta con torre hexagonal para la defensa. La fortaleza fue destruida dos siglos más tarde por los invasores turcos.
El rey Bela IV donó en 1252 Tera Zek al cómite Vincențiu, hijo de Akadas, propiedad situada entre las tierras de los rumanos de Cârța, de los sajones "de Barasu" y de los székely de Sebus. Fr. Killyen, refiriéndose a este documento, muestra que el nombre "Barasu" indica en realidad la denominación de una entera región. Según él, los tres topónimos del documento se refieren a la tierra donada y no a una ciudad. En este caso "Brașov" se refiere a una zona, mientras que "Corona" sería la localidad.
Él topónimo "Brasu" fue atestado en un documento en latín, que se encuentra en los Archivos del Estado en Budapest y en una fotocopia del Instituto de Historia Cluj, acto a través del cual Esteban, rey de Hungría, aprobaba el contrato entre Chyel comes, filius Erwin de Calnuk y Teel, filius Ebl de Brasu cognatus eiusdem. En otro documento, emitido por el rey de Hungría Venceslav, en el 10 de diciembre de 1301, se confirma que Detricus, hijo de Theel o Tyl, de Prejmer, posee las localidades Mikofalva y Nyen (Teliu). Siguiendo a este documento, y a otros que conciernen a los cómites de Prejmer, no está seguro si la denominación "Barasu" se refiere a la localidad Braşov o a Țara Bârsei.

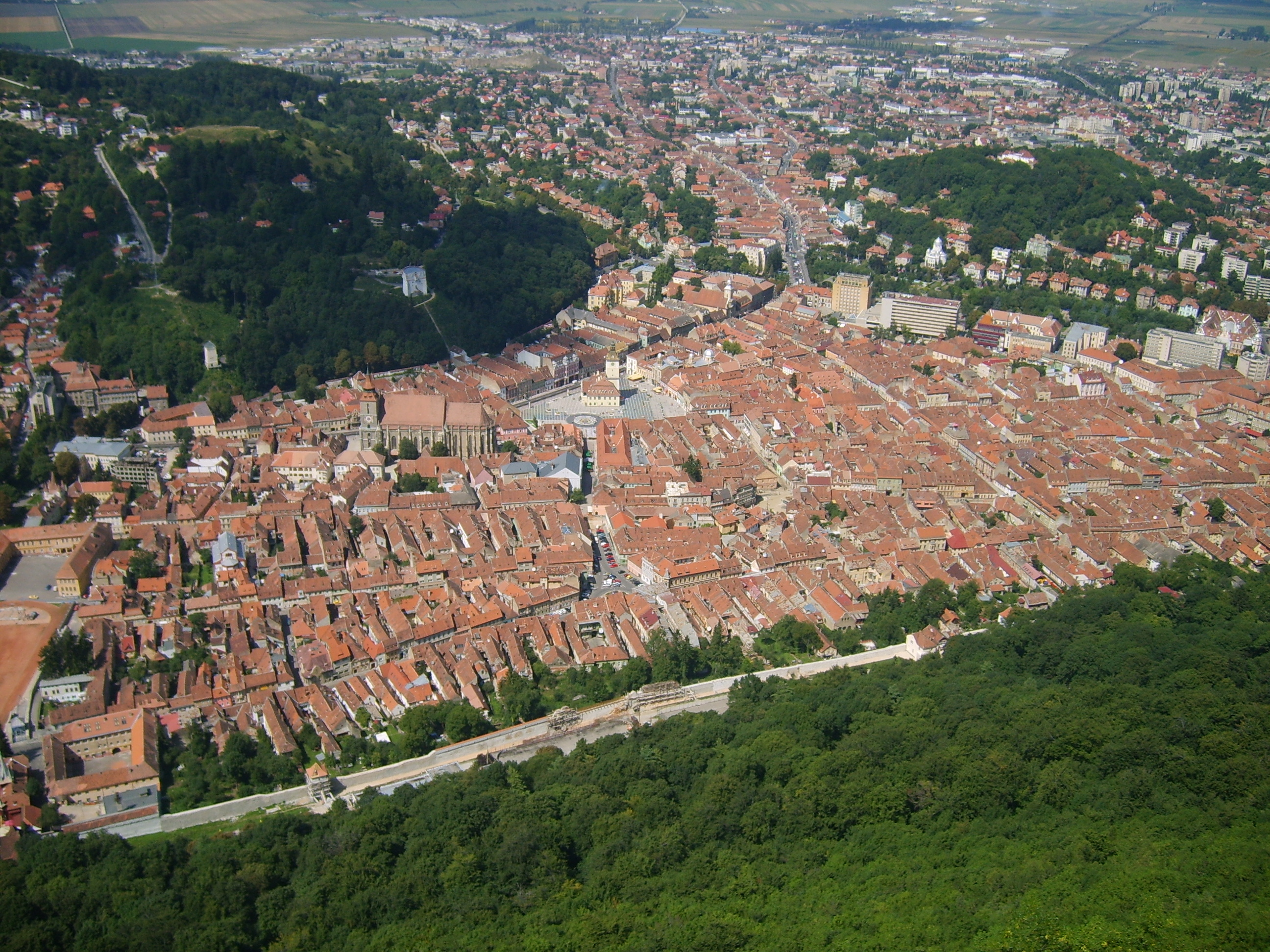
Vista panorámica de Brașov.

La ciudad es atestada en un documento en latín de 1288, guardado en Biblioteca Bathyaneum de Alba Iulia, y en una copia del Instituto de Historia de Cluj. Es el primer acto emitido en Brașov que se conoce, conteniendo la mención explícita: Datum in Braso siendo emitido por el rey Ladislau IV.
De aquí empieza la mención cada vez más frecuente del municipio: Brașov (1294), Brassov (1295), Brasso (1309), Brassou (1331) o Korona (1336).
En 1323, se fundó un monasterio dominicano en Braso. En 1364, Brașov recibe el privilegio de mercado anual, seguido por el privilegio de étapa y almacén en 1369, mientras que en 1377 empieza la construcción de la Iglesia Santa María (o Negra, como será llamada después del incendio), en el sitio de una antigua basílica.
Mircea cel Bătrân y Segismundo de Luxemburgo firman el tratado de 1395 de alianza en contra del poder otomano. Dos años más tarde, Segismundo emite un acto que da derecho a Brașov a construirse fortificaciones de piedra. En 1399, una bula del papa Bonifacio IX (1389-1404) habla sobre la iglesia San Nicolás de Șchei y deja entreverse la existencia de un centro de enseñanza en su alrededor.
En los años 1421 y 1438 tuvieron lugar las invasiones de los turcos. Después de esas acciones militares, por un tratado, ganan la fortaleza de Tâmpa.
En 1424 los peleteros de Brașov escribieron su primer estatuto. En 1798 había 43 gremios en Brașov, con más de mil maestros. Se pueden mencionar aquí los herreros, los peleteros, los pañeros, los sogueros, los correeros, los boteros, los cuchilleros, los zamarreros, los carniceros, los oreros, los estañeros, los cobreros, los panaderos, los alfareros, los cerrajeros, los tejidores, los armeros, los arqueros, los goreros, los laneros, los plateros.

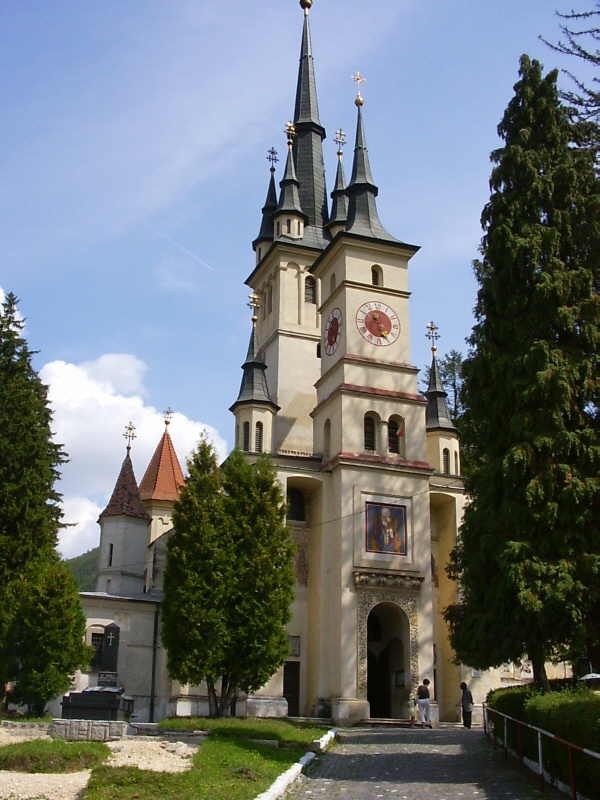
La iglesia San Nicolás de Șchei.

Ioannes Corvinus rescató y dio orden que se destruya la fortaleza Brașovia entre 1448 y 1453, siendo usados su piedra y sus materiales de construcción para fortalecer la fortaleza medieval Brașov del valle, con ocho bastiones dispuestos de 100 en 100 m, cuatro o cinco puertas fortificadas y 32 torres de defensa (llamadas también "de pólvora"). La fortaleza tenía dos o incluso tres filas de muros y estaba circundada por un foso de defensa, lleno con agua.
En 1477 finalizó la construcción de la iglesia Negra. Por la falta de fondos, la segunda torre de la iglesia no se construirá nunca. En 1486 Braşov y la entera Țara Bârsei entran en la Universidad Sajona, a través de la confirmación del privilegio "Andreanum" para todos los sajones de Sibiu, Mediaș, Brașov y Țara Bârsei. 
El alcalde de Brașov, Johann (Hans) Benkner, recibió de Neacșu din Câmpulung en una epístola escrita en rumano en 1521, noticias acerca del movimiento de las tropas turcas de más allá del Danubio. Tres años después se construye en madera Cetățuia, una fortaleza de Dealul Cetății. En poco tiempo será conquistada, y destruida al orden de Petru Rareș, quien puso las bases del actual edificio de piedra. Incendiada en 1618, será reconstruida en 1625, añadiéndose un pozo con 81 m de hondura (1627) y cuatro bastiones en las esquinas (1630). Servirá después como guarnición para las armadas habsburgicas y como cárcel entre 1940 y 1950.
En 1533 el humanista Johannes Honterus fundó la primera tipografía de Brașov, seguida por el primer gimnasio de la localidad, en 1544, mientras que dos años después se construye en Brașov el primer molino de papel del sureste de Europa. El Diácono Coresi publicó en Brașov en 1559 su primer libro en rumano Întrebare creștinească ("Pregunta cristiana"). El 4 de octubre de 1599, Mihai Viteazul entra en Brașov donde une su ejército con las tropas de los székely sublevados. En el siguiente día, el vaivoda recibe la llave de la ciudad. Después de conquistar Transilvania, organizará la primera dieta en Casa Sfatului. En 1628, el protopopo Vasile de Șcheii Brașovului escribe la primera crónica local sobre un tema exclusivamente rumano.
En 1688 los habitantes de Brașov se sublevan en contra de las nuevas autoridades habsburgicas. La sublevación es reprimida y sus líderes son ejecutados.
El 21 de abril de 1689, un gran incendio destruye la fortaleza. Pocos edificios quedan sin afectar. Como consecuencia de ésta catástrofe, las autoridades de Braşov deciden prohibir la construcción de casas de madera. La reconstrucción de la ciudad duró más de un siglo, y el aspecto arquitectónico de las fachadas cambió.
En 1731 el maestro de Șchei, Petcu Șoanu, publica el primer calendario-almanaque rumano. En 1757 Dimitrie Eustatievici escribe la primera gramática rumana. Es el mejor período de actividad de los maestros de Șchei.
A comienzos del siglo XVII se introdujo el alumbrado público en el interior de la fortaleza, a través de la instalación de faroles con óleo. En 1835 se fundó la Caja general de ahorros de Brașov, la primera institución de crédito de Transilvania. Entre 1837 y 1867, su primer director será Peter Lange von Burgenkron. En el año 1838 aparece, bajo la protección del emperador vienés, Gazeta de Transilvania, con George Bariț como redactor. Es el primer periódico rumano del Gran Principado de Transilvania. También se publica en Brașov Foaie pentru minte, inimă și literatură ("Hoja para mente, corazón y literatura").
La Revolución de 1848 llegó hasta Brașov. Se redactó aquí el documento programático Nuestros principios para reformar la patria, por los líderes culturales y políticos de Moldavia (Alexandru Ioan Cuza, Vasile Alecsandri, Alecu Russo, Costache Negri, Gheorghe Sion, Ion Ionescu de la Brad). Se pedía la unión de todos los rumanos en un solo Estado. Los rumanos de Șchei manifiestan en el 11 de abril para ganar derechos políticos. En 1850 se fundó el Gimnasio rumano, bajo la protección del mitropolita de Sibiu Andrei Șaguna, que hoy en día es uno de los mejores colegios del país y lleva el nombre de Andrei Șaguna. En 1854, entre Brașov y Sibiu se instaló una línea telegráfica.

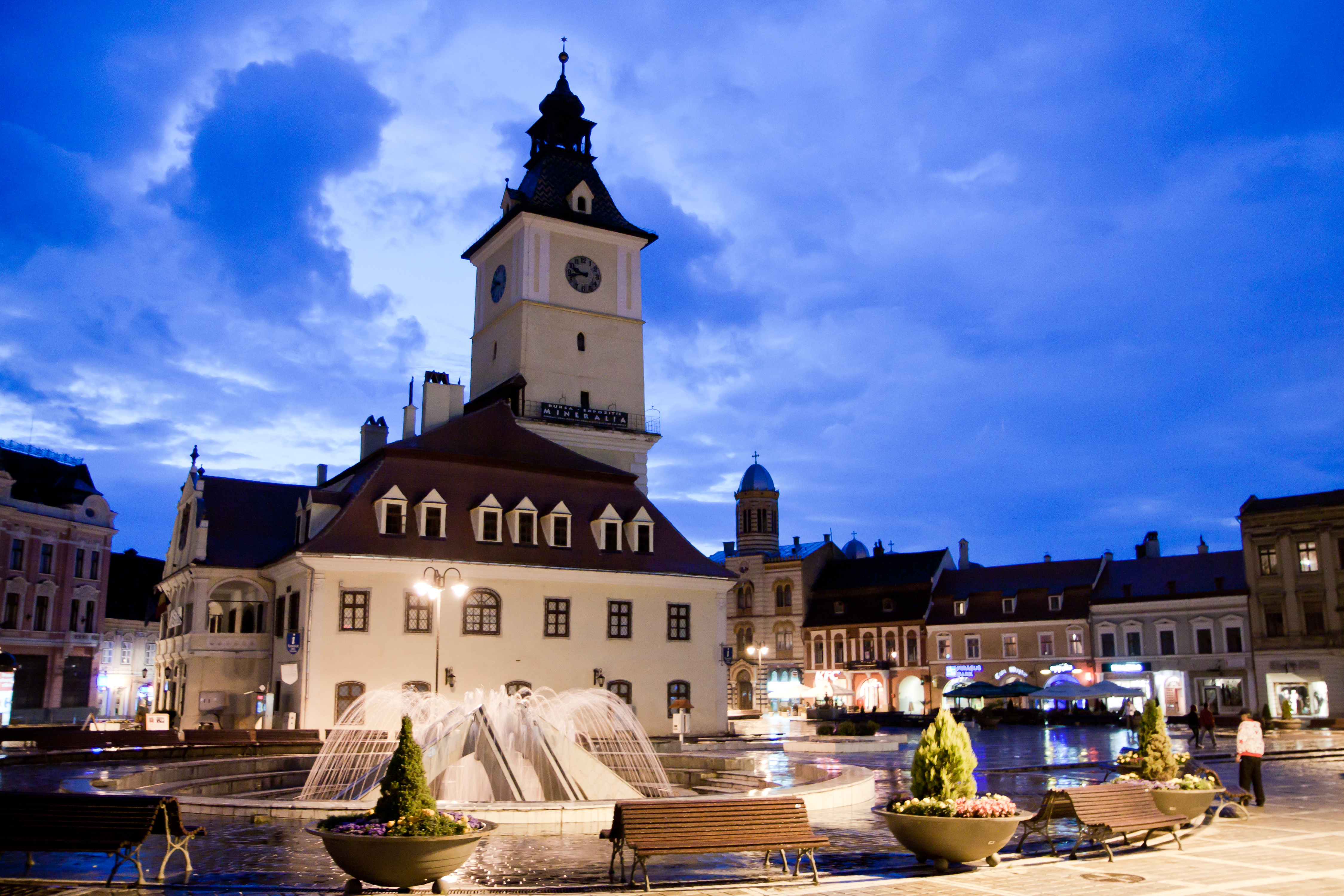
Piața Sfatului (plaza del Consejo).

En el 30 de marzo de 1873 en Brașov entra el primer tren. Posteriormente, en 1879, fue puesta en función la línea Brașov - Bucarest. Con la llegada de 1889, Brașov dispone de una central telefónica, con 22 abonados particulares. Ya existía una conexión telefónica con Zărnești. En 1891 se introduce el primer tranvía a vapor en Braşov, con el itineario Piața Sfatului - Gara Bartolomeu. Posteriormente, esta locomotora será reemplazada con una diésel. El 1 de octubre de 1911, Aurel Vlaicu efectúa un vuelo con su nuevo aparato, despegándose desde el patio del Gimnasio "Andrei Șaguna".
En el 16 de agosto de 1916, el Ejército Rumano entra en Brașov. El doctor Gheorghe Baiulescu se convierte en el primer alcalde rumano de Brașov. En el 8 de octubre, la guarnición rumana es masacrada por el enemigo en la así llamada "Trinchera de la muerte" de Bartolomeu.
En 1930 es fundada la Usina eléctrica, con la financiación de las principales fábricas de Brașov, obligadas hasta entonces a usar generadores propios.

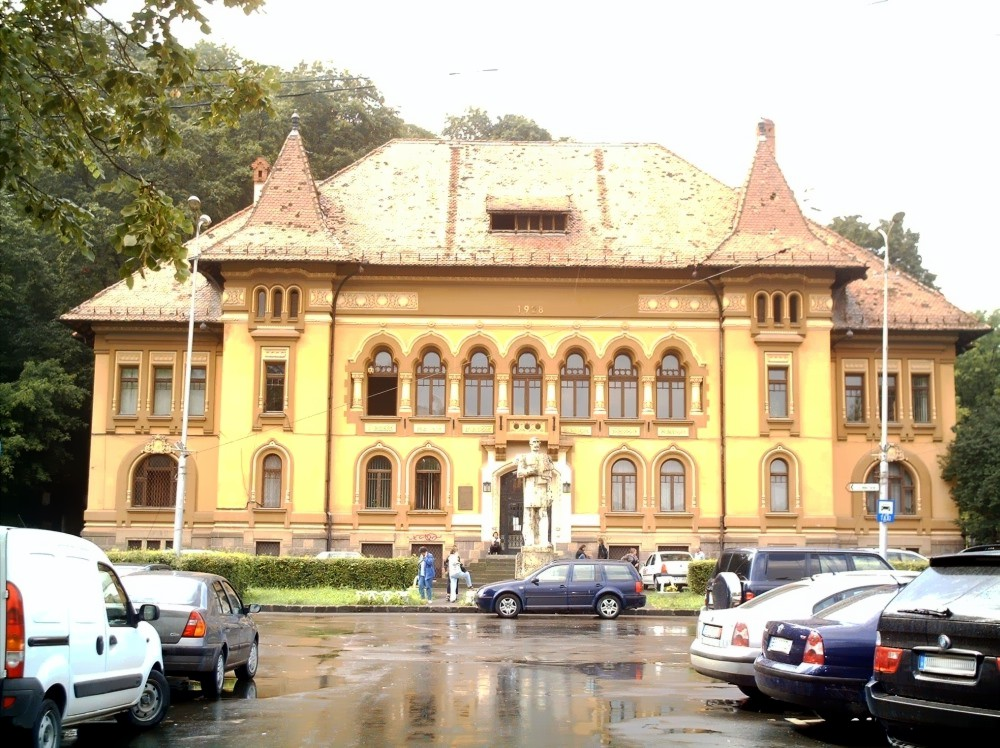
La biblioteca comarcal de Brașov.

Después del Dictado de Viena (cuando la Alemania Nazi otorgó el norte de Transilvania a Hungría) de 1940, Braşov sigue formando parte de Rumanía. El 10 de noviembre un fuerte terremoto de 7,4° en la escala de Richter es sentido también en Brașov. Además, en 1943 Brașov sufre grandes pérdidas por culpa de los bombardeos de los americanos.
Mientras tanto, en enero de 1945, los sajones de Brașov son deportados a la Unión Soviética. La influencia comunista se dejó notar en la ciudad y entre el 8 de septiembre de 1950 y el 24 de diciembre de 1960 Brașov se llamó "La Ciudad Stalin", en honor al líder comunista. Fue declarado municipio en el 17 de febrero de 1968.
En 1960 fue inaugurado el edificio del Teatro Dramático, y en 1968 tiene lugar la primera edición del Festival Internacional El Ciervo de Oro. En 1971 es fundada la Universidad de Brașov, a través de la unificación del Instituto Politécnico con el Instituto Pedagógico.
El 4 de marzo de 1977 se volvió a sentir un fuerte terremoto de 7,2° en la escala de Richter. Posteriormente hubo obras de consolidación en Casa Sfatului, Poarta Șchei, Liceul Sportiv y otros edificios afectados. El 31 de agosto de 1986, hubo un nuevo terremoto de 7° en la escala de Richter.
Los trabajadores de las fábricas Steagul Roșu, Tractor y la Hidromecanica se rebelaron en contra del régimen comunista el 15 de noviembre de 1987, en la conocida como "rebelión de Brașov". Todo empezó en la Empresa de Autocamiones, donde los trabajadores estaban descontentos por no recibir sus sueldos y por el empeoramiento general del nivel de vida (era la década de la así llamada "racionalización"). Se juntaron a ellos trabajadores de otras empresas y gran parte de la población de la ciudad. La rebelión fue reprimida por las fuerzas comunistas y sus líderes fueron encarcelados, torturados e incluso deportados.
Entre el 22 y el 25 de diciembre de 1989 tuvo lugar la Revolución. En Brașov hubo actos violentos, que terminan con muchas víctimas.
El 30 de mayo de 1990 hubo un terremoto de 6,9° Richter, y el 27 de octubre de 2004 hubo también un terremoto fuertemente percibido, 6° Richter.

## Geografía y clima
La ciudad de Brașov se encuentra situada en el centro del país, en la llamada depresión de Brașov, a una altitud media de 625 metros, en la curvatura interna de los Cárpatos, que linda al sur y sureste con el macizo Postăvaru, cuya montaña Tâmpa rodea a la ciudad. Se encuentra situada a 161 km de Bucarest y entre los municipios de los alrededores se encuentran Predeal, Bușteni, Sinaia, Făgăraș y Sighișoara. La ciudad tiene una superficie de 267,32 km².
Brașov tiene un clima templado continental, con las características habituales de una transición a un tipo de clima templado oceánico: las zonas de montaña son más húmedas y frías, con precipitaciones relativamente bajas y temperaturas ligeramente más bajas en la depresión. Los veranos son suaves, con temperaturas que se sitúan entre los 22 °C y los 27 °C, mientras que los inviernos son fríos, con temperaturas que suelen descender a grados bajo cero. Muy próxima a la ciudad se encuentra la estación de esquí Poiana Brașov, cuyas temperaturas llegan a desplomarse hasta los -15 °C en invierno, favoreciendo la práctica de deportes de invierno. La humedad relativa media anual es de 75%.
| Parámetros climáticos promedio de Brașov | Parámetros climáticos promedio de Brașov | Parámetros climáticos promedio de Brașov | Parámetros climáticos promedio de Brașov | Parámetros climáticos promedio de Brașov | Parámetros climáticos promedio de Brașov | Parámetros climáticos promedio de Brașov | Parámetros climáticos promedio de Brașov | Parámetros climáticos promedio de Brașov | Parámetros climáticos promedio de Brașov | Parámetros climáticos promedio de Brașov | Parámetros climáticos promedio de Brașov | Parámetros climáticos promedio de Brașov | Parámetros climáticos promedio de Brașov |
| Mes                                      | Ene.                                     | Feb.                                     | Mar.                                     | Abr.                                     | May.                                     | Jun.                                     | Jul.                                     | Ago.                                     | Sep.                                     | Oct.                                     | Nov.                                     | Dic.                                     | Anual                                    |
| ---------------------------------------- | ---------------------------------------- | ---------------------------------------- | ---------------------------------------- | ---------------------------------------- | ---------------------------------------- | ---------------------------------------- | ---------------------------------------- | ---------------------------------------- | ---------------------------------------- | ---------------------------------------- | ---------------------------------------- | ---------------------------------------- | ---------------------------------------- |
| Temp. máx. abs. (°C)                     | 18                                       | 15.5                                     | 21.4                                     | 22.4                                     | 27.2                                     | 29                                       | 31                                       | 30.4                                     | 28                                       | 25.9                                     | 19.4                                     | 15.3                                     | 31                                       |
| Temp. máx. media (°C)                    | 0.3                                      | 1.8                                      | 4.9                                      | 10.1                                     | 15                                       | 18.5                                     | 20.6                                     | 20.3                                     | 15.1                                     | 11.5                                     | 4.9                                      | 0.3                                      | 10.3                                     |
| Temp. mín. media (°C)                    | -7.7                                     | -7.2                                     | -4.5                                     | -0.1                                     | 4                                        | 7.8                                      | 9.8                                      | 9.7                                      | 5.4                                      | 1.8                                      | -3.7                                     | -7.6                                     | 0.6                                      |
| Temp. mín. abs. (°C)                     | -19.8                                    | -22                                      | -17.5                                    | -11.8                                    | -6.5                                     | -0.6                                     | -5                                       | 0.4                                      | -4.8                                     | -12.5                                    | -18.7                                    | -22                                      | -22                                      |
| Precipitación total (mm)                 | 17.3                                     | 12.9                                     | 28.6                                     | 37.1                                     | 42.2                                     | 54                                       | 68.7                                     | 47.8                                     | 37.7                                     | 43.4                                     | 13.1                                     | 19.5                                     | 422.3                                    |
| Días de precipitaciones (≥ 1 mm)         | 2                                        | 2                                        | 5                                        | 5                                        | 6                                        | 5                                        | 6                                        | 4                                        | 5                                        | 4                                        | 3                                        | 3                                        | 50                                       |
| Días de nevadas (≥ 1 mm)                 | 12                                       | 11                                       | 12                                       | 6                                        | 1                                        | 0                                        | 0                                        | 0                                        | 0                                        | 2                                        | 8                                        | 11                                       | 63                                       |
| Fuente: Meoweather.com                   |                                          |                                          |                                          |                                          |                                          |                                          |                                          |                                          |                                          |                                          |                                          |                                          |                                          |

## Demografía
| Evolución de la población de Brașov |           |        |
| Año                                 | Población | %±     |
| 1890                                | 30 781    | —      |
| 1900                                | 34 511    | 12.1%  |
| 1910 (censo)                        | 41 056    | 18.9%  |
| 1930 (censo)                        | 59 232    | 44.2%  |
| 1948 (censo)                        | 82 984    | 40%    |
| 1965 (estimación)                   | 140 500   | 69.3%  |
| 1975 (estimación)                   | 206 156   | 46.7%  |
| 1983 (estimación)                   | 331 240   | 60.6%  |
| 1992 (censo)                        | 323 736   | −2.2%  |
| 2002 (censo)                        | 284 596   | −12%   |
| 2011 (censo)                        | 227 961   | −19.9% |

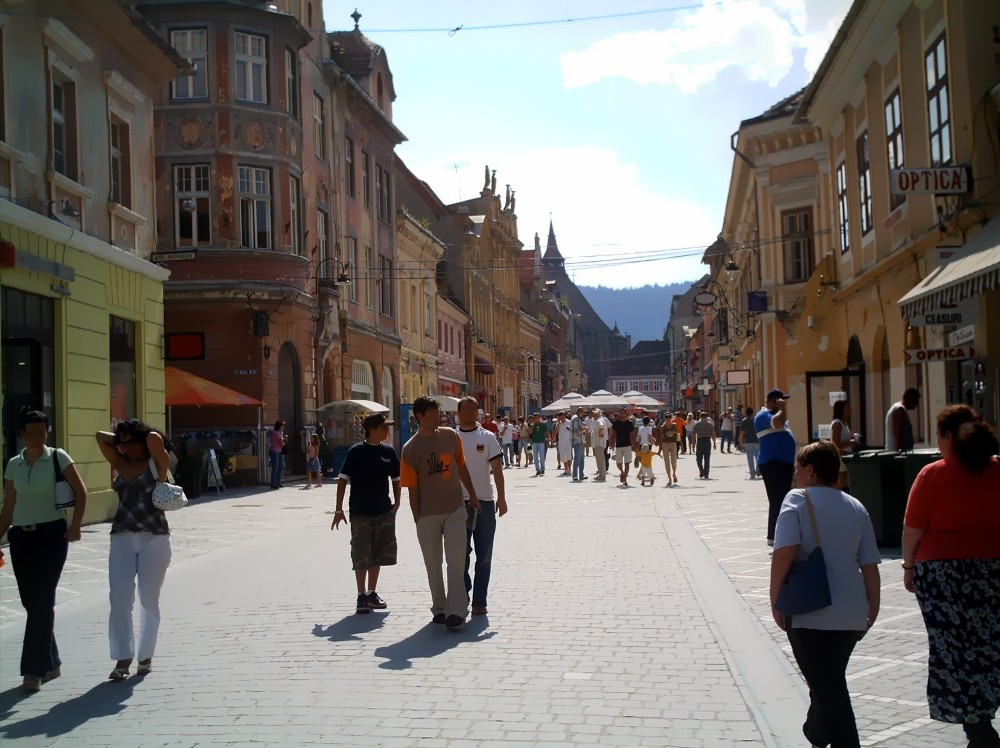
Republicii, una de las calles más importantes de Brașov.

El municipio de Braşov cuenta con una población total de 284.596 habitantes. La composición étnica es la que sigue:
- Rumanos: 258 042 (90,66 %);
- Húngaros: 23 204 (8,53 %);
- Alemanes de Rumania: 1717 (0,60 %);
- Gitanos: 762 (0,26 %);
- Judíos: 230 (0,08 %);
- Otras etnias: 871 (0,31 %).

La fundación de la primera escuela judía fue en 1864, y la construcción de la sinagoga en 1901. La población judía de la ciudad creció rápidamente, pasando de 1280 personas en 1910 a 4000 en 1940. Hoy, como resultado de la gran cantidad de familias que emigraron hacia Israel entre el fin de la Segunda Guerra Mundial y 1989, la comunidad sólo cuenta con 230 miembros. En 1989 tenía 350 000 habitantes. A 2016 tiene sólo 280 000, siendo una de las cincuenta ciudades rumanas que han perdido más del 20 % de su población en el último cuarto de siglo, según una estadística oficial.

## Transporte

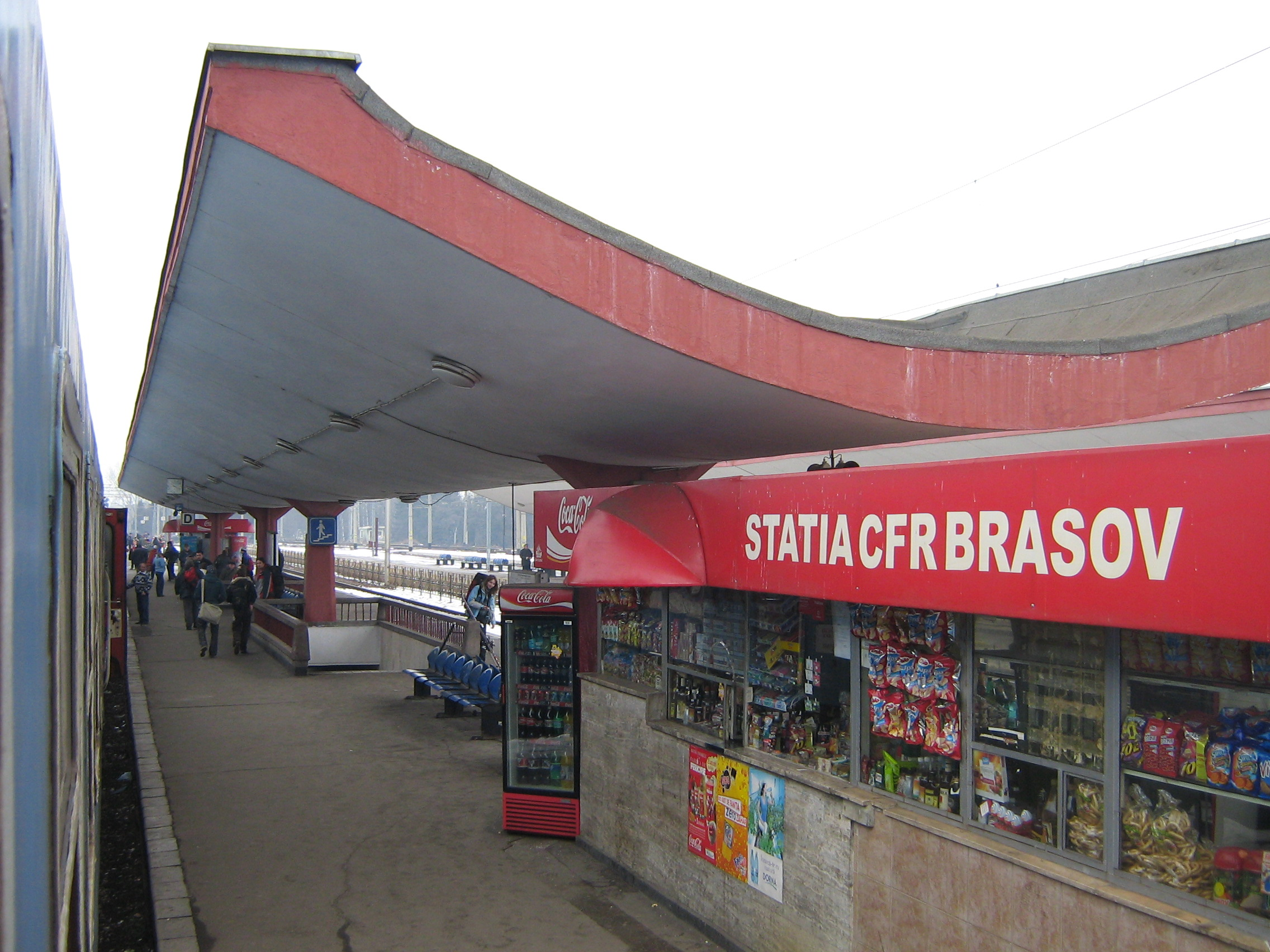
Estación de Brașov.

El sistema de transporte local en Braşov cuenta con alrededor de 50 líneas de autobús y trolebús. Existe una línea especial que conecta la ciudad con Poiana Brașov, un resort invernal cercano. Debido a su situación en el centro del país, la estación de Brașov es una de las más transitadas de Rumania con trayectos a todas las ciudades importantes del país.
La ciudad también contará con el Aeropuerto de Brașov, cuya construcción comenzó el 15 de abril de 2008 a cargo de Intelcan Canada. El proyecto consiste en una terminal que pueda albergar un millón de pasajeros al año en una pista de 2800 metros de largo. Se planea que la autopista A3 pase también por la ciudad.

### Ferrocarril
La ciudad de Brașov es uno de los centros ferroviarios del país debido a su situación en el centro de Rumania. Desde la estación de Brașov salen y llegan trenes del CFR durante todo el día a nivel nacional y también trayectos internacionales. Existen trenes diarios a Bucarest y Budapest (via Oradea), ciudad a la que también se puede llegar desde Brașov mediante el tren EuroNight via Arad. La estación también cuenta con servicios de trenes InterCity, Rapid y Accelerat de CFR.

### Carretera
La carretera E60 es la principal vía de acceso y salida de Brașov, pues esta carretera del sistema europeo conecta a la ciudad con Bucarest en el sur y Cluj-Napoca, Oradea y Budapest en el oeste. La carretera E68 conecta Brașov con Sibiu, Arad y Timișoara; mientras que la carretera E574 conduce al norte, a la región de Moldavia, las Iglesias de Moldavia y la ciudad de Iași.

## Turismo

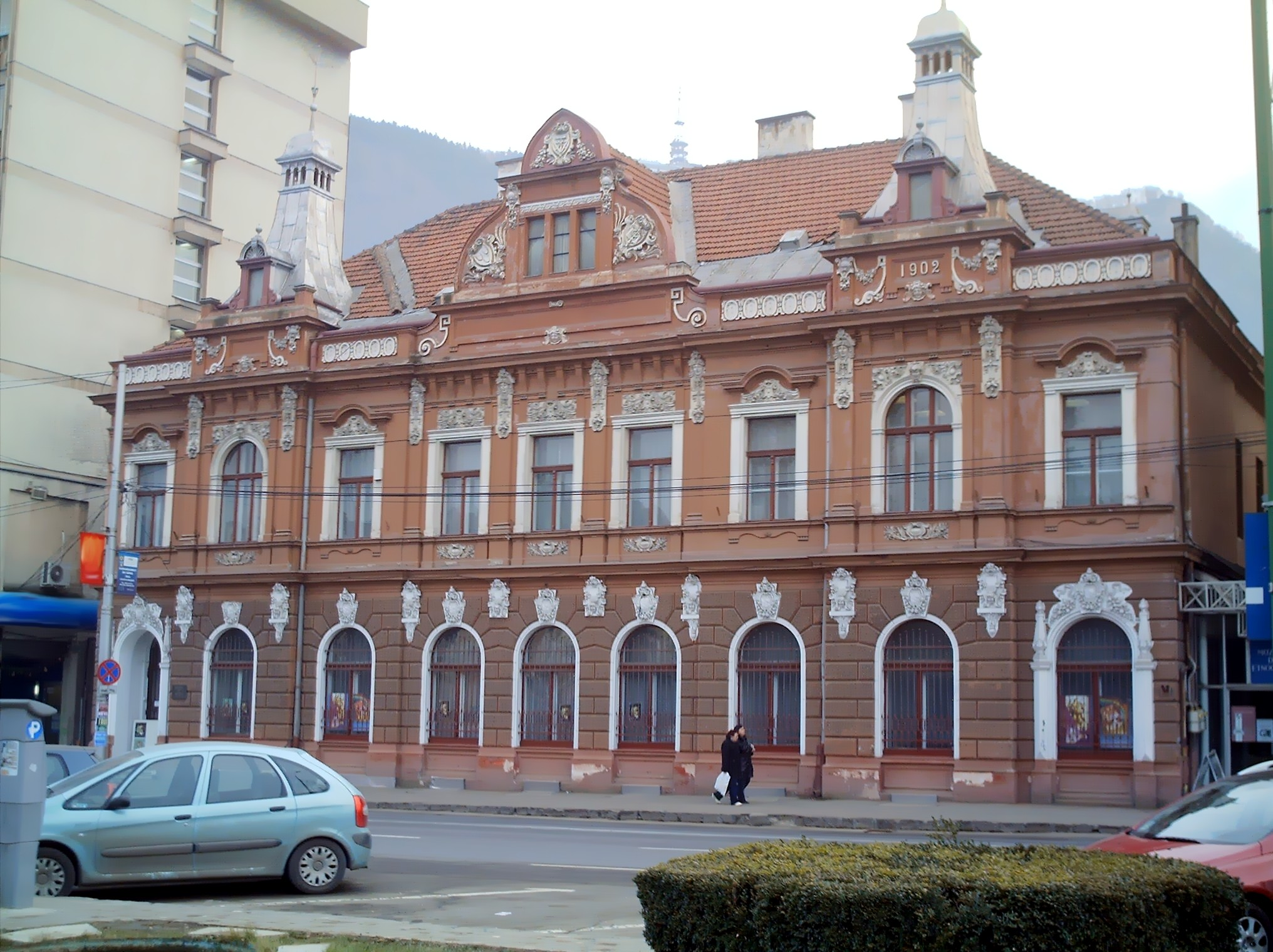
Museo de arte de Braşov.

La situación geográfica de la ciudad la hace ideal como punto de estancia para cualquier tipo de vacaciones en Rumanía. Braşov se encuentra a una distancia razonablemente cercana de las principales atracciones rumanas: los balnearios del Mar Negro, los hermosos e interesantes monasterios de la Moldavia septentrional, la increíblemente preservada región noroccidental de Maramureș con sus iglesias centenarias en madera. La ciudad también es considerada la capital de las montañas de Rumanía y, además de todo esto, también se le considera la ciudad más amistosa del país. 
Los mejores periodos para visitar a la ciudad se extienden de mayo a septiembre para disfrutar del verano templado, y de diciembre hasta febrero para participar en las actividades invernales.

### Puntos de interés
Museos

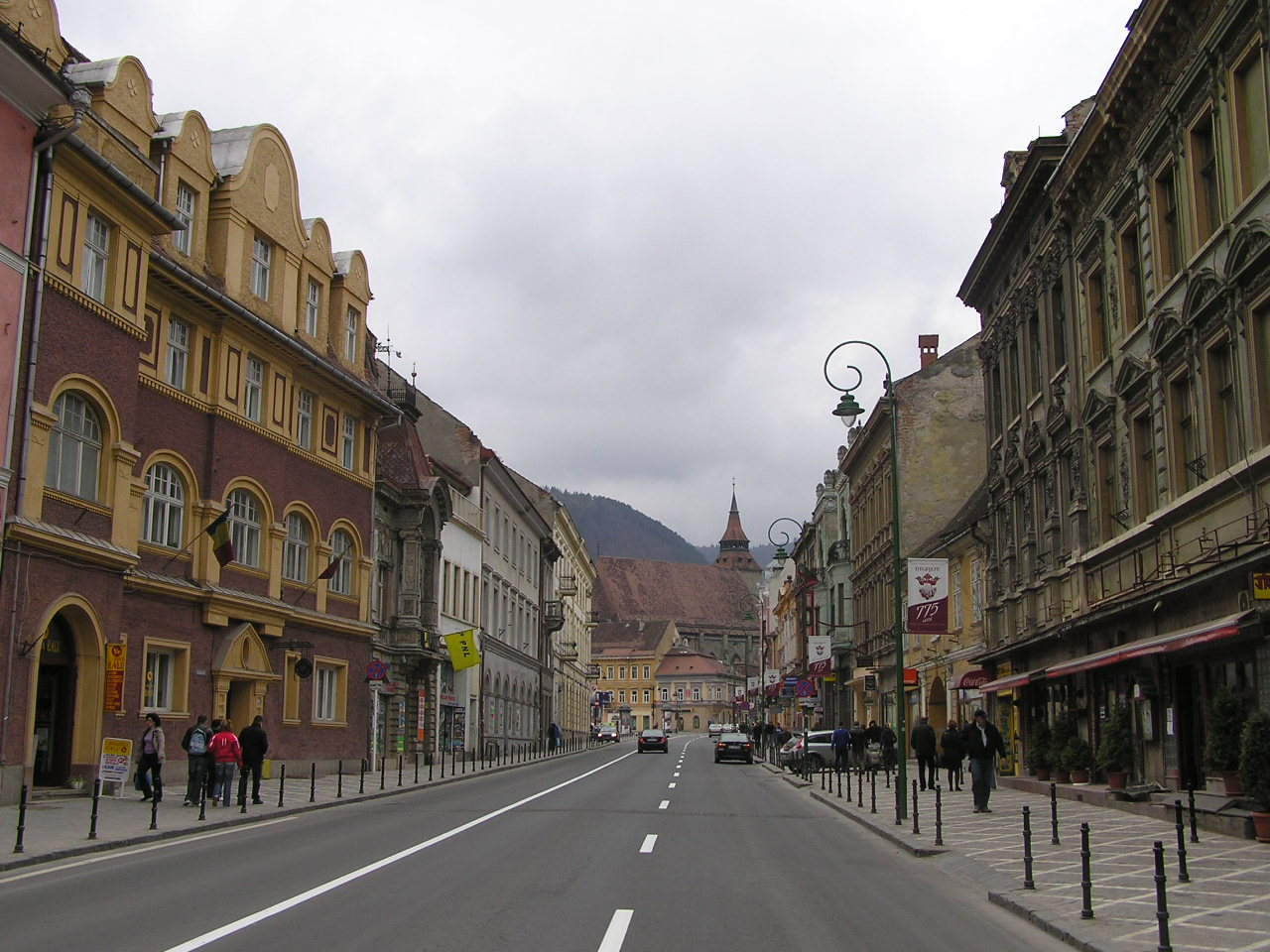
La calle Mureșenilor.

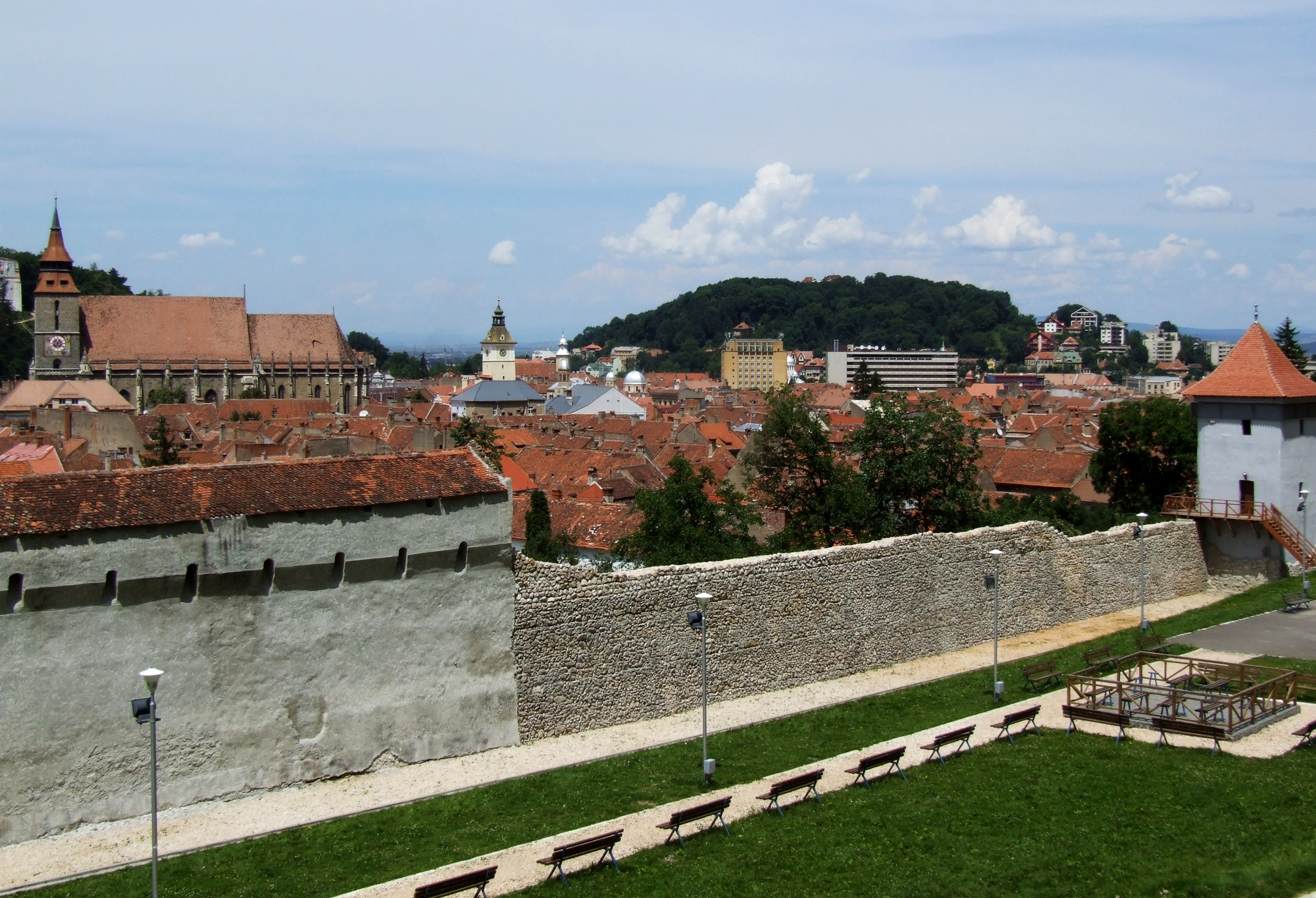
Las fortificaciones de Brașov.

- Museo de Historia de Brașov, situado en el Ayuntamiento
- Casa Museo Mureșenilor
- Muzeul Prima Școală Românească, un museo que expone los primeros libros impresos en lengua rumana
- Muzeul Fortificațiilor din Țara Bârsei, el museo de las fortificaciones de la ciudad
- Museo-restaurante Cetățuia, ubicado en la antigua fortaleza del reloj (la Colina del Castillo)
- Museo de Arte
- Museo de Etnografía
- Museo de civilización urbana de Brașov, inaugurado en 2009, el primer museo de este tipo en el país

Iglesias y templos
- Biserica Neagră - una célebre iglesia en estilo gótico comenzada en 1384 y terminada en 1477, y que recibió la denominación actual tras el incendio general de 1689.
- Biserica Sf. Nicolae - que data del siglo XIV.
- Biserica Sf. Bartolomeu - construida en el siglo XIII
- Biserica Sf. Martin - iglesia del siglo XVI
- Biserica Sf. Petru și Pavel - iglesia católica en estilo barroco, construida a finales del siglo XVIII.
- La Catedral Ortodoxa, construida en 1858.

Otros edificios, monumentos y lugares
- Las fortificaciones de Brașov, de 1559
- La Puerta Schei, de 1827
- La Piața Sfatului, o plaza del Ayuntamiento
- Strada Republicii, una de las calles más turísticas de la ciudad
- Strada Mureșenilor, una de las arterias de Braşov
- Bastionul Tesatorilor, el Bastión de los tejedores, construido en dos etapas: 1421 -1436 y 1570-1573
- El monte Tâmpa, de 865 metros de altura y con acceso en teleférico o a pie
- El cercano Castillo de Bran, que atrae numerosos amantes de la historia de Drácula y que ha sido frecuentemente señalado, de manera errónea, como la residencia del voivoda Vlad III el Empalador.
- La estación de invierno de Poiana Brașov, que también puede ser visitada en cualquier otra época del año.

## Educación
Brașov tiene un total de 46 escuelas de infancia de tiempo completo o extendido, 28 escuelas primarias, ocho escuelas nacionales, ocho escuelas secundarias, un seminario teológico, once grupos escolares, una universidad estatal con 16 departamentos y cuatro facultades, una academia de las fuerzas aéreas, seis universidades privadas y una serie de escuelas postsecundarias. A continuación se muestran las instituciones de educación secundaria más importantes de la ciudad:
- Universitatea Transilvania din Brașov
- Universitatea George Barițiu
- Universitatea Spiru Haret
- Universitatea Christian Dimitrie Cantemir
- Academia Fortelor Aeriene Henri Coanda
- Fundatia Univ. Sf. Apostoli Petru și Pavel
- Universitatea Sextil Puscariu
- Universitatea Romano Canadiana

## Deporte
| Equipo    | Deporte | Competición | Estadio                     | Creación |
| --------- | ------- | ----------- | --------------------------- | -------- |
| FC Brașov | Fútbol  | Liga I      | Stadionul Silviu Ploeşteanu | 1936     |

## Ciudadanos ilustres
| - Stefan Baciu, escritor rumano - Lucian Blaga, poeta, dramaturgo y filósofo rumano - Brassaï, fotógrafo húngaro - Marius Lăcătuș, futbolista rumano - Peter Maffay, músico alemán - Dumitru Prunariu, cosmonauta rumano |

## Ciudades hermanadas
Brașov está hermanada con las siguientes ciudades:
| - Gante - Győr - Holstebro - Leeds - Linz - Minsk - Musashino - Rishon LeZion - Tampere - Trikala - Tours |